# MK 7 (mina)
Mk 7 – brytyjska mina przeciwpancerna.
Mina przeciwpancerna Mk7 o działaniu naciskowym jest przeznaczona do niszczenia gąsienic i kół pojazdów mechanicznych. Składa się ż metalowego kadłuba o kształcie cylindrycznym, zapalnika oraz ładunku materiału wybuchowego.